# زرافه شعله‌ور
زرافه شعله‌ور (انگلیسی: The Burning Giraffe) یک نقاشی مشهور از نقاش سبک فراواقع‌گرایی اسپانیایی، سالوادور دالی است که در سال ۱۹۳۷ خلق شد